# TEJO Tutmonde
TEJO Tutmonde fue una de las revistas oficiales de TEJO, junto con la otra revista Kontakto, TEJO Tutmonde apareció entre 1983 y 2010. La revista se diferenciaba de Kontakto debido a que informaba acerca del movimiento esperantista juvenil, en cambio, Kontakto se dedica a dar información sobre cualquier tema de interés general pero no sobre el movimiento esperantista. A veces ambas revistas se enviaban juntan a los miembros de TEJO, sin embargo en algunas ocasiones se enviaron separadas. Era recibida por los miembros individuales de la organización, por los miembros de la UEA menores a 30 años y por suscriptores independientes.
El último número de TEJO Tutmonde apareció como un número doble (143-144, 2010:5-6). Después, TEJO decidió detener la edición de la revista, desde entonces las noticias concernientes al movimiento esperantista juvenil aparece en una sección de Kontakto la cual mantiene el mismo nombre de la revista.